# 858
858 (DCCCLVIII) fue un año común comenzado en sábado del calendario juliano, en vigor en aquella fecha.

## Acontecimientos
- San Nicolás I sucede a Benedicto III como papa.
- Los vikingos atacan en la península ibérica: remontan los ríos Ebro, Aragón y Arga y saquean Pamplona, raptando al rey de Navarra; una flota de más de 62 barcos atacan varios asentamientos en el Levante Ibérico llegando hasta la Toscana italiana.
- Teutberga es restaurada como esposa de Lotario II después de que ella se sometiera con éxito a la ordalía del agua.

## Fallecimientos
- 17 de abril - Benedicto III, papa.